# John Wall
Pour les articles homonymes, voir John Wall (homonymie) et Wall.
Johnathan Hildred Wall, Jr, né le 6 septembre 1990 à Raleigh (Caroline du Nord), est un joueur professionnel américain de basket-ball. Il mesure 1,90 m et évolue au poste de meneur.
Sélectionné en première position lors de la draft 2010 de la NBA par les Wizards de Washington, Wall devient le meneur vedette de la franchise où il reste pendant neuf saisons et est sélectionné cinq fois consécutivement au NBA All-Star Game entre 2014 et 2018. En 2019, les blessures l’éloignent des terrains pendant deux ans jusqu'à un retour chez les Rockets de Houston où il a été échangé par Washington. Agent libre, il signe avec les Clippers de Los Angeles en 2022.

## Jeunesse

### Carrière lycéenne
Wall joue ses deux premières saisons lycéennes au lycée Garner Magnet à Garner, en Caroline du Nord. Après sa deuxième saison, sa famille déménage Raleigh, dans le même État, où Wall redouble sa saison sophomore au lycée Needham B. Broughton. Malgré de bons essais, Wall est transféré de Broughton à l'académie Word of God Christian, situé également à Raleigh. C'est là qu'il commence à régler ses problèmes d'attitudes. L'entraîneur Levi Beckwith travaille avec Wall afin qu'il arrête de critiquer ses coéquipiers lorsque ceux-ci rataient des lay-up.
Pendant l'été 2007, après sa deuxième saison sophomore au lycée, Wall est invité au camp All-American de Reebok à Philadelphie. Wall se distingue par ses 28 points face au futur 10e choix de la draft 2009 : Brandon Jennings.
En 2008, Wall participe à l'Elite 24 Hoops Classic, durant lequel il marque 10 points et distribue 6 passes décisives. Il fut nommé co-MVP aux côtés de Dominic Cheek, Maalik Wayns et Lance Stephenson.
Durant sa saison 2009, Wall enregistre des moyennes de 19,7 points, 8 rebonds et 9 passes par match, ce qui le classe parmi les meilleurs lycéens. Il mène son lycée au championnat de Caroline du Nord Class 1A où ils sont battus par l'académie United Faith Christian 56 à 53, durant lequel Ian Miller, adversaire de Wall, marque un tir de plus de 13 mètres pour donner la victoire aux siens. Wall, lui, marque 11 points durant ce match.
Il fut ensuite sélectionné à la Nike Hoop Summit de 2009 à Portland, dans l'Oregon, où il finit avec 13 points, 11 passes et 5 interceptions. Il est par la suite choisi pour participer au Jordan Brand Classic au Madison Square Garden où il donne 6 passes décisives.

### Carrière universitaire
Grand espoir national, John Wall joue dans l'équipe universitaire des Wildcats du Kentucky entraînée par John Calipari. Son jeu est très complet mais son shoot reste à perfectionner. Lors de la saison 2009-2010, il est observé lors de chaque match par tous les recruteurs américains qui voient en lui une future superstar NBA du calibre de LeBron James, Kobe Bryant, voire Michael Jordan. Cependant, on observe ensuite que son style de jeu se rapproche plus de celui de Derrick Rose que des trois autres. Ils sont tous deux athlétiques, rapides, très bons dribbleurs mais John Wall a un tir un peu inférieur à celui de Derrick Rose. Il a une très grande maturité pour son jeune âge.
Le 27 mars 2010, son équipe est éliminée en huitièmes de finale du tournoi NCAA par West Virginia alors qu'ils figuraient parmi les favoris. Malgré cet échec, il se dit prêt à rester une saison de plus à l'université. Sa saison universitaire est récompensée par de nombreux honneurs, dont le titre de meilleur joueur de la Southeastern Conference.

## Carrière professionnelle

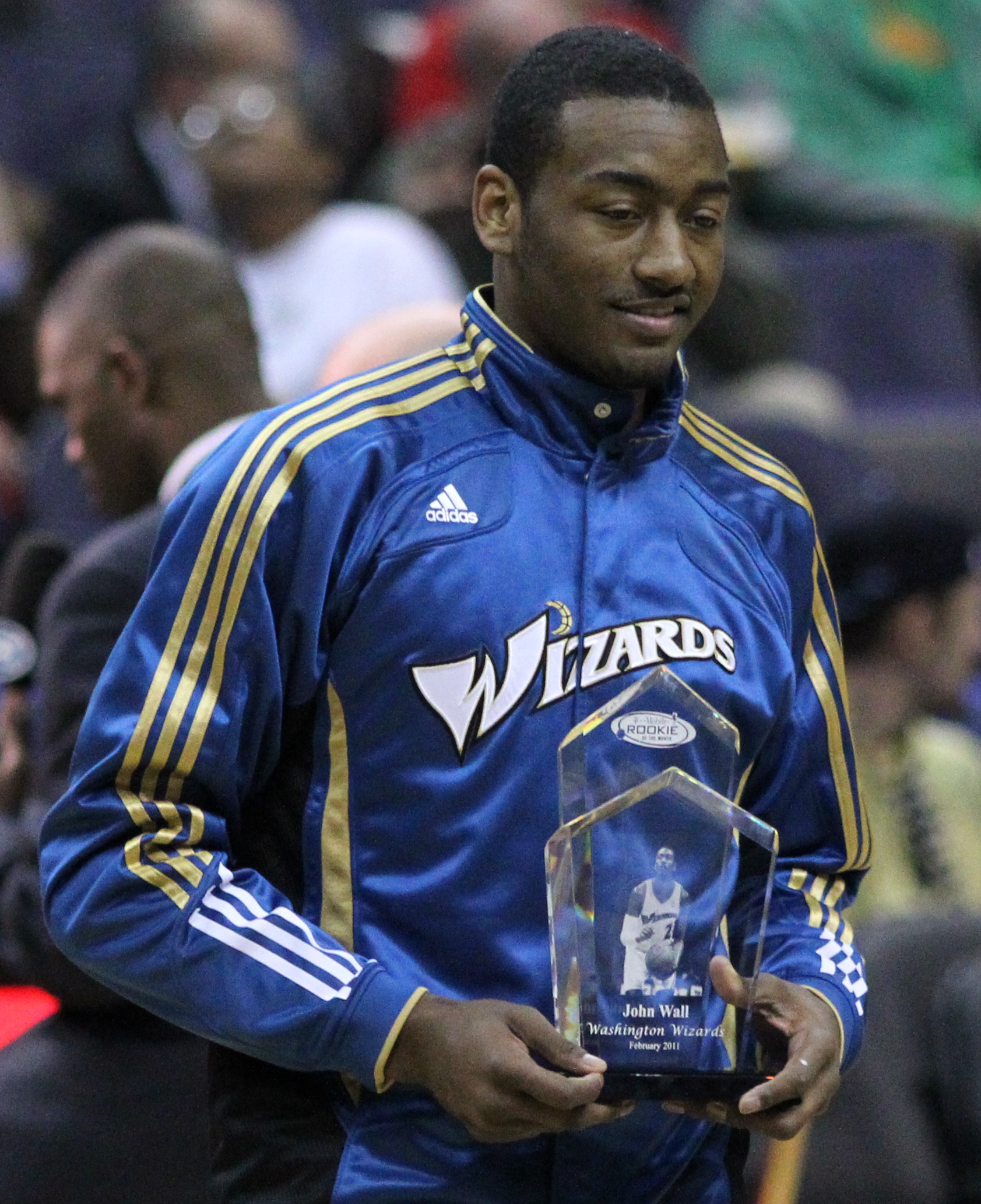
John Wall recevant le trophée de Rookie du mois de février 2011.

Le 7 avril 2010, John Wall annonce qu'il se présente à la draft 2010 et n'effectue pas ses trois dernières années universitaires. Le 23 juin 2010, l'équipementier Reebok annonce avoir signé un contrat de sponsoring avec Wall pour un montant de 25 millions de dollars sur 5 ans et qu'il est choisi pour promouvoir leur nouveau modèle de chaussure de basket-ball, la ZigTech Slash. Le , il est sélectionné en première position de la draft 2010 par les Wizards de Washington. Le 25 juin 2010, sa première conférence de presse à Washington D.C. attire des milliers de fans au Verizon Center. Lors du mois de juillet, il joue dans la ligue d'été de la NBA à Las Vegas où il est nommé Most Outstanding Player (meilleur joueur).

### Wizards de Washington (2010-2020)

#### Saison 2010-2011
Le 3 novembre 2010, il frôle le triple-double en cumulant 29 points, 13 passes et 9 interceptions. En réalisant cette performance, il aurait pu devenir derrière LeBron James le plus jeune joueur de l'histoire de la NBA à effectuer un tel exploit. Quelques jours plus tard, le 10 novembre 2010, il réussit enfin ce triple-double en marquant 19 points, 13 passes, 10 rebonds, auxquels il ajoute six interceptions, un contre pour une perte de balle lors d'une victoire 98 à 91 face aux Rockets de Houston. Avec 20 ans et 62 jours, il devient ainsi le troisième plus jeune joueur à avoir réussi un triple-double. Il est le deuxième plus jeune joueur à avoir réussi un triple-double en NBA et 6 interceptions, derrière Magic Johnson.
Lors du All-Star Game 2011, il participe au match des rookies et compile 12 points et 22 passes décisives. Ainsi, il efface le record de Chris Paul au nombre record de passes décisives, et est élu MVP de la rencontre. Il dispute finalement 69 rencontres de phase régulière, son début de saison étant perturbé par des blessures : il se blesse au pied droit face aux Bulls de Chicago puis, après avoir manqué quatre rencontres, il fait son retour mais se blesse de nouveau, au genou droit, lors de son match de rentrée. Il écope également d'un match de suspension après une altercation avec le pivot du Heat de Miami, Žydrūnas Ilgauskas.
Ses statistiques finales sur la saison sont de 16,4 points, 4,6 rebonds, 8,3 passes, 1,8 interception et 0,5 contre. Son total de 574 passes le classe dixième au nombre de passes réalisées sur la saison.

#### Saison 2011-2012
Wall est titulaire lors des 66 matchs des Wizards durant cette saison qui est écourté par un lock-out. Il est sélectionné pour jouer au NBA Rising Stars Challenge. Il prend part au sein de l'équipe Chuck, dirigé par Charles Barkley, composée de rookies et de sophomores.
Wall finit la saison avec 16,3 points, 4,5 rebonds, 8,0 passes et 1,4 interception de moyenne par match.

#### Saison 2012-2013
Wall manque le début de la saison à cause d'une blessure au genou. Il fait son retour le 12 janvier 2013 contre les Hawks d'Atlanta, où il reçoit une ovation du public. Il termine ce match avec 14 points, 4 passes et 2 rebonds dans la victoire des siens. Le 18 mars 2013, Wall fut nommé joueur de la semaine de la Conférence Est.
Le 22 mars, dans une victoire face aux Lakers de Los Angeles, Wall enregistre 24 points, 6 rebonds et 16 passes. Trois jours plus tard, Wall marque 47 points accompagné de 7 rebonds et 8 passes dans une victoire contre les Grizzlies de Memphis.
Il finit la saison avec 18,5 points, 4,0 rebonds, 7,6 passes et 1,3 interception de moyenne par matchs.

#### Saison 2013-2014
Le 31 juillet 2013, Wall signe une prolongation de contrat de cinq ans pour 80 millions de dollars.
Le 22 janvier 2014, Wall enregistre son deuxième triple-double en carrière avec 28 points, 11 rebonds et 10 passes dans une défaite en prolongation contre les Celtics de Boston. Une semaine plus tard, il est sélectionné pour la première fois de sa carrière pour participer au NBA All-Star Game. Le 15 février, il s'y illustre en remportant le concours de dunks, avec un saut au-dessus de la mascotte des Wizards.
Le 27 février, Wall permet aux siens de l'emporter face aux Raptors de Toronto dans un match à trois prolongations, avec 31 points et 9 passes. C'est le premier match à trois prolongations de la franchise depuis 1975. Le 1er mars, Wall finit avec 16 passes, ainsi que 17 points, 3 rebonds et 2 interceptions, dans une victoire 122-103 face aux 76ers de Philadelphie.
Le 9 avril, il enregistre, dans une défaite en prolongation, son troisième triple-double en carrière face aux Bobcats de Charlotte, avec 14 points, 12 rebonds et 11 passes.
Wall finit la saison avec 19,3 points, 4,1 rebonds, 8,8 passes et 1,8 interception de moyenne par matchs. Il permet à Washington de finir 5e de la Conférence Est pour qualifier les Wizards aux playoffs pour la première fois en six ans. Après avoir battu les Bulls de Chicago au premier tour par 4 victoires à 1, les Wizards sont éliminés par les Pacers de l'Indiana en 6 matchs.

#### Saison 2014-2015
Le 8 décembre 2014, Wall finit avec 26 points, 7 rebonds et 3 interceptions mais surtout 17 passes dans une victoire en double prolongation 133-132 face aux Celtics de Boston. À la suite du match, Wall dédie la victoire à une de ses amies, Damiyah Telemaque-Nelson âgé de 6 ans, décédée d'un cancer plus tôt dans la journée. Lorsque le journaliste lui demande si elle comptait beaucoup pour lui, il commença à pleurer. Il donne ensuite à sa famille les équipements qu'il avait porté durant le match, dont ses chaussures où est inscrit le nom de Damiyah.
Le 16 décembre 2014, face aux Timberwolves du Minnesota, il enregistre 21 points et 17 passes dans une victoire.
Le 22 janvier 2015, il est nommé titulaire au NBA All-Star Game, après avoir obtenu 886 368 votes.
Le 14 mars 2015, Wall termine avec 31 points accompagné de 12 passes dans une victoire face aux Kings de Sacramento.
Le 3 avril, il finit avec seulement 6 points mais il distribue 18 passes décisives dans une victoire face aux Knicks de New York.
Il finit la saison avec des moyennes de 17,6 points, 4,6 rebonds, 10,0 passes et 1,7 interception par matchs.
Puis le 21 avril 2015, en playoffs, il enregistre le record de franchise de passes décisives dans un match de playoffs, avec 17 passes face aux Raptors de Toronto, pour permettre aux siens de mener la série 2-0 lors du premier tour. Ils remportent cette série 4 victoires à 0, avant de se faire éliminer, en demi-finales, en 6 matchs face aux Hawks d'Atlanta, qui avait fini premier de la Conférence Est cette saison.

#### Saison 2015-2016
Après avoir commencé la saison avec 6 victoires durant les 10 premiers matchs, les Wizards enchaîneront 4 défaites de suite, où Wall finit avec des moyennes de 15,0 points, 5,5 passes et 2,3 interceptions par matchs, à seulement 33,3% aux tirs.
Le 1er décembre, Wall finit avec 35 points, 10 passes et 5 interceptions, dans une victoire face aux Cavaliers de Cleveland, stoppant la série de victoires à la maison de Cleveland ainsi que la série de défaites de Washington. Après le match, Wall déclare : « Chaque équipe fait en sorte que je prenne des jump shots cette année, ainsi j'ai essayé d'être agressif et d'attaquer le panier. J'étais en rythme très tôt et cela nous a aidé ».
Le pourcentage aux tirs de Wall sur les 14 premiers matchs fut de 39,0%, soit son pire pourcentage en carrière, tout en tournant à 16,1 points de moyennes.
Le jour suivant la victoire face aux Cavaliers de Cleveland, Wall enregistre son deuxième match consécutif à au moins 30 points et 10 passes, dans une défaite face aux Lakers de Los Angeles, avec 34 points et 11 passes.
Le 21 décembre, Wall enregistre 12 points et distribue 19 passes décisives dans une victoire face aux Kings de Sacramento.
Le 30 décembre, dans une défaite face aux Raptors de Toronto, Wall réalise son 7e double-double de suite, ainsi que son 17e de la saison.
Sur le mois de décembre, il tourne à 22,6 points et 11,7 passes de moyenne par matchs. Cela lui vaut d'être élu joueur du mois de la conférence Est.
Le 16 janvier, dans un match face aux Celtics de Boston, il finit le match avec 36 points, 13 passes et 7 interceptions mais manque le tir de la victoire au buzzer.
Le 3 février, il marque 41 points dans une défaite 134-121 face aux Warriors de Golden State. Deux jours plus tard, il enregistre son quatrième triple-double en carrière avec 18 points, 13 rebonds et 10 passes dans une victoire face aux 76ers de Philadelphie. Il participe ensuite, pour la troisième fois de sa carrière, au NBA All-Star Game.
Le 23 février, il enregistre son deuxième triple-double de la saison, et donc son cinquième en carrière, avec 16 points, 12 rebonds et 11 passes dans une victoire face aux Pelicans de La Nouvelle-Orléans. Le 16 mars, il réalise son troisième triple-double de la saison avec 29 points, 10 rebonds et 12 passes ainsi que 8 pertes de balles dans une victoire face aux Bulls de Chicago.
Le jour suivant, face aux 76ers de Philadelphie, dans une victoire à l'extérieur, il enregistre son septième triple-double en carrière et quatrième triple-double de la saison, avec 16 points, 13 rebonds et 14 passes mais également 9 ballons perdues. Ainsi ses moyennes sur ces deux derniers matchs sont de 22,5 points, 11,5 rebonds et 13 passes décisives ainsi que 8,5 ballons perdus.
Wall finit la saison avec des moyennes de 19,9 points, 4,9 rebonds, 10,2 passes et 1,9 interception par match, ne permettant pas aux Wizards d'aller en playoffs.

#### Saison 2016-2017
À la suite d'une opération aux genoux, John Wall est moins utilisé par Scott Brooks au début de la saison 2016-2017. Le 7 novembre 2016, dans un match face aux Rockets de Houston, le meneur de jeu devient le meilleur passeur de l'histoire des Wizards en battant le précédent record de Wes Unseld. Deux semaines plus tard, il enregistre 18 points, 15 passes décisives et 3 contres dans une victoire 106 points à 101 face aux Suns de Phoenix. Son temps de jeu augmente à partie de la fin du mois de novembre. Le 6 décembre, John Wall bat son record de points marqués dans un match en carrière avec 52 unités dans une défaite face au Magic d'Orlando avec 18 tirs réussis en 31 tentatives. Le 14, dans un match face aux Hornets de Charlotte, Wall réussit sept interceptions et devient le meilleur intercepteur de l'histoire des Wizards, surpassant Greg Ballard. Le 26, il termine avec 18 points et 16 passes dans une victoire face aux Bucks de Milwaukee.
Le 2 janvier 2017, il est nommé joueur de la semaine de la conférence Est, grâce à des moyennes de 24,3 points, 13 passes et 5,3 rebonds ainsi que 2,7 interceptions. Le lendemain, il est nommé joueur du mois de décembre de la Conférence Est. Il confirme ses récompenses individuelles en compilant 18 points et autant de passes décisives dans une victoire face aux Timberwolves du Minnesota 6 janvier. Sélectionné pour la quatrième fois de sa carrière au NBA All-Star Game à la fin du mois de janvier, Wall continue d'impressionner en égalant son record personnel en distribuant 19 passes décisives, bien que malade, dans une victoire face aux Warriors de Golden State le 28 février.
Le 11 mars, le meneur de jeu des Wizards inscrit 39 points dans une victoire en prolongations face aux Trail Blazers de Portland. Deux jours plus tard, il est nommé joueur de la semaine de la conférence Est, durant laquelle ses statistiques s'élèvent à 29,8 points, 11,3 passes et 1,5 interception par match. Le 17, John Wall bat son record en carrière de passes décisives avec 20 passes dans une victoire face aux Bulls de Chicago. Le 2 avril, dans une défaite face aux Warriors de Golden State, Wall devient le détendeur du record des Wizards de passes décisives durant une saison, surpassant le record de 801 passes de Rod Strickland datant de la saison NBA 1997-98.
Wall finit la saison régulière avec des moyennes de 23,1 points, 4,2 rebonds, 10,7 passes et 2,0 interceptions par match, permettant aux siens de finir quatrième de la conférence Est avec un bilan de 49 victoires pour 33 défaites et de se qualifier pour la phase finale. Opposé aux Hawks d'Atlanta au premier tour, Wall marque 32 points dès le premier match de la série. Dans la sixième rencontre entre les deux équipes, disputée le 28 avril 2017, John Wall réalise son record en carrière de points marqués lors d'un match de playoffs avec 42 et permet aux Wizards d'avancer au tour suivant.
Le 12 mai, Wall réussit un tir à trois points décisif devant Avery Bradley lors du sixième match des demi-finales de conférence face aux Celtics de Boston et permet aux Wizards d'éviter l'élimination. Lors d'une septième et dernière opposition entre les deux équipes, Wall inscrit 18 points en 45 minutes et ne marque pas un point lors des onze dernières minutes dans l'élimination de son équipes par les Celtics d'Isaiah Thomas.

#### Saison 2017-2018
Le 26 juillet 2017, John Wall signe une extension de contrat de 4 ans pour 170 millions de dollars, grâce à sa Designated Player Veteran Exception,.
Wall manque neuf matchs fin novembre et début décembre en raison d'une blessure au genou. Le 12 janvier, dans une victoire 125-119 contre le Magic d'Orlando, il devient le plus jeune joueur de l'histoire de la franchise à atteindre 10 000 points en carrière à l'âge de 27 ans et 128 jours. Fin janvier, blessé, il est indisponible pendant six à huit semaines en raison de son genou gauche qui nécessite une opération. Après deux mois d'absence, il revient aider les siens en fin de saison.
Le 10 avril, opposé aux Celtics de Boston, Wall passe la barre des 5 000 passes décisives.
En playoffs, les Wizards perdront en six matchs opposés aux Raptors de Toronto.

#### Saison 2018-2019
Le 26 novembre 2018, lors d'une victoire 135-131 en prolongation contre les Houston Rockets, Wall dépasse Wes Unseld pour devenir le troisième meilleur marqueur de l'histoire de la franchise.

#### Blessure au talon et réathlétisation perturbée (2019-2022)

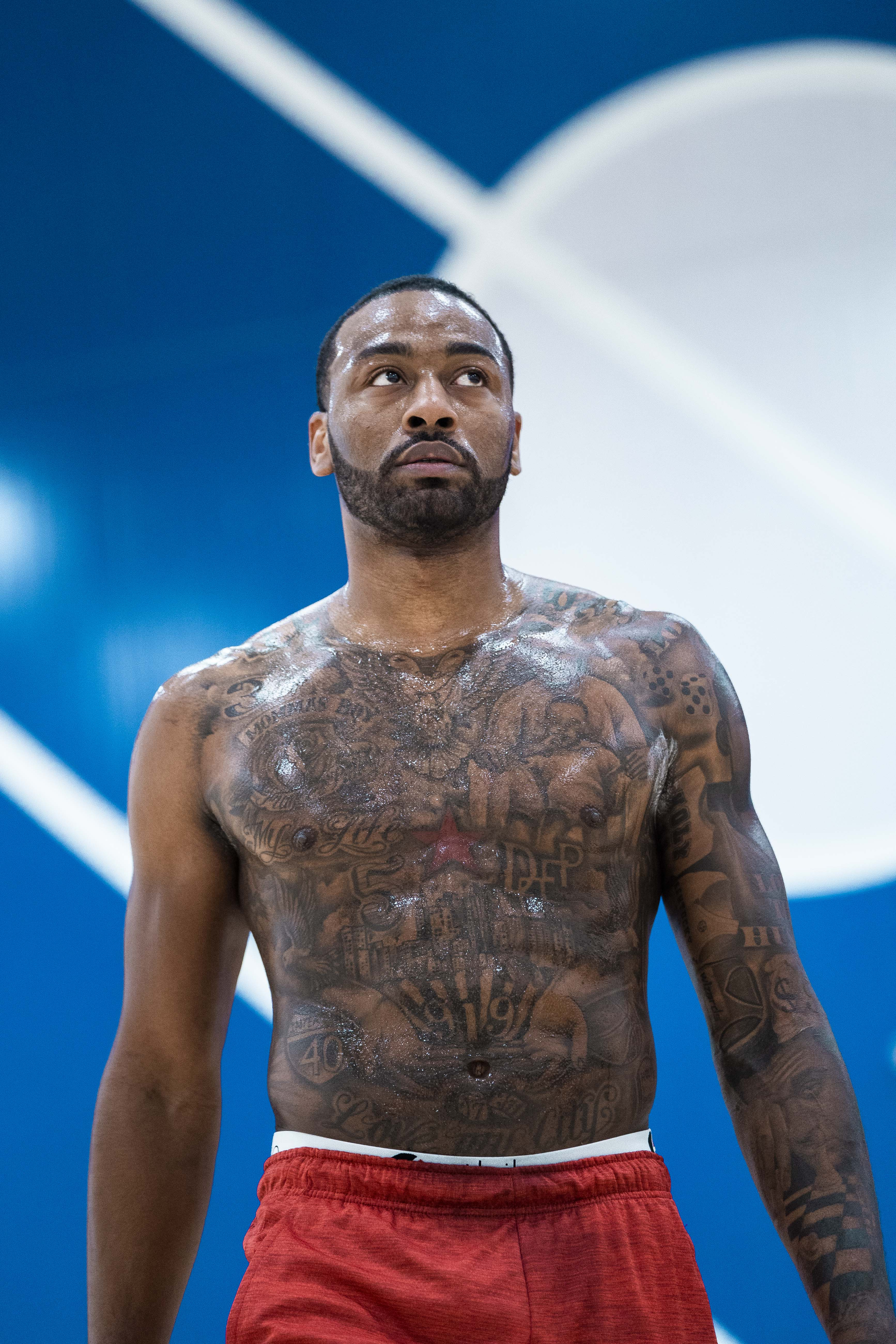
John Wall lors d'un entraînement privé en novembre 2020.

Un mois plus tard, il se blesse au talon gauche : l'opération contraint le joueur à une convalescence de six à huit mois, ce qui met un terme prématuré à sa saison,. Après avoir d'abord subi une opération en janvier, Wall développe une infection au niveau de l'incision de cette opération, puis subit une rupture du tendon d'Achille en tombant à son domicile. En décembre, sa mère meurt d'un cancer.

En aout 2022, John Wall déclare à propos de cette période : 

« Je me suis retrouvé dans l'état le plus sombre dans lequel je n’avais jamais été. À un moment, j’ai pensé à me suicider. Je me suis déchiré le tendon d’Achille, ma mère était malade, puis elle est décédée et ma grand-mère aussi un an plus tard. Tout cela au milieu du Covid. J’allais à la chimiothérapie, et je m’asseyais à ses côtés. J’ai vu ma mère rendre son dernier souffle. J’ai porté les mêmes vêtements pendant trois jours d’affilée, allongé sur le canapé à sangloter. »

En novembre 2020, John Wall déclare publiquement vouloir quitter les Wizards de Washington.

### Rockets de Houston (2020-2022)
Le 2 décembre 2020, John Wall est transféré aux Rockets de Houston avec un premier tour de la draft 2023 en échange de Russell Westbrook.
Avant le début de la saison 2021-2022, John Wall fait savoir aux dirigeants des Rockets qu'il ne souhaite pas jouer pour l'équipe, majoritairement composée de jeunes joueurs, et peu compétitive. Mais son salaire est très important (44,3 millions de dollars pour la saison en cours, soit le deuxième salaire le plus élevé de la NBA) et aucune équipe de la NBA ne souhaite supporter les charges d'un tel salaire,.

### Clippers de Los Angeles (2022-2023)
Coupé par les Rockets de Houston, John Wall signe un contrat de deux ans et 13 millions de dollars avec les Clippers de Los Angeles.
En février 2023, dans un échange à plusieurs équipes, il est transféré aux Rockets de Houston. À la suite de cet échange, il est de nouveau coupé par la franchise texane.

### Retraite sportive
Le 19 août 2025, John Wall annonce sa retraite sportive à l'âge de 34 ans,,.
Il devient alors consultant pour la chaîne de télévision Amazon Prime Video.

## Carrière en équipe nationale
En juillet 2014, John Wall est sélectionné en tant que membre de l'équipe nationale des États-Unis afin de participer à la Coupe du monde FIBA 2014.
En raison d'une opération au genou pendant l'été, Wall retire son nom pour faire partie de l'équipe nationale des États-Unis pour les Jeux olympiques 2016 à Rio.

## Style de jeu
John Wall a été l'un des meneurs les plus complets de la NBA. Il possède des qualités athlétiques impressionnantes, il est rapide, explosif et est capable de changer de direction très rapidement. De plus, ces qualités athlétiques sont complétées par un maniement du ballon très bon ce qui fait de lui un très bon finisseur au cercle que ce soit en dunk ou en lay-up. C'est un excellent passeur, qui fut l'un des tout meilleurs de la ligue et il est très créatif ce qui en fait un superbe playmaker. Son shoot est un de ses principaux défauts. Il a néanmoins réussi à faire progresser son jump shot. Son shoot à mi-distance est fiable, mais aurait pu être plus efficace avec une meilleure sélection de tirs. Son shoot à trois points est néanmoins peu fiable. On peut ajouter que c'est un bon défenseur qui aurait cependant pu améliorer cette facette de son jeu grâce à ses qualités athlétiques exceptionnelles. En conclusion, c'est un meneur très complet capable de distribuer à merveille le jeu ou de scorer même si son shoot est imparfait. Défensivement, il a été l'un des meilleurs à son poste mais n'a pas su exploiter au maximum ses qualités athlétiques.

## Palmarès

### Distinctions personnelles

#### En NCAA
- Best Male College Athlete ESPY Award (en) en 2010.

#### En NBA
- 5 sélections au NBA All-Star Game 2014, 2015, 2016, 2017 et 2018.
- NBA All-Rookie First Team en 2011.
- NBA All-Defensive Second Team en 2015.
- All-NBA Third Team en 2017.
- Rookie des mois de janvier, février, mars et avril 2011 pour la Conférence Est.
- Joueur du mois de décembre 2015 et décembre 2016 pour la Conférence Est.
- Élu Most Valuable Player du Rookie Challenge en 2011.
- Vainqueur du Slam Dunk Contest (concours de smash) du NBA All-Star Week-end 2014.
- Élu Most Outstanding Player (« joueur le plus remarquable ») de la NBA Summer League en 2010.
- Joueur ayant donné le plus de passes décisives sur une saison en 2014 (721).
- Joueur ayant intercepté le plus de ballons sur une saison en 2017 (157).

## Statistiques

### Universitaires
Les statistiques de John Wall en matchs universitaires sont les suivantes :
| Saison    | Équipe   | Matchs | Titul. | Min./m | % Tir | % 3pts | % LF | Rbds/m. | Pass/m. | Int/m. | Ctr/m. | Pts/m. |
| --------- | -------- | ------ | ------ | ------ | ----- | ------ | ---- | ------- | ------- | ------ | ------ | ------ |
| 2009-2010 | Kentucky | 37     | 37     | 34,8   | 46,1  | 32,5   | 75,4 | 4,30    | 6,43    | 1,78   | 0,52   | 16,65  |
| Carrière  | Carrière | 37     | 37     | 34,8   | 46,1  | 32,5   | 75,4 | 4,30    | 6,43    | 1,78   | 0,52   | 16,65  |

### Professionnelles

#### Saison régulière
Les statistiques de John Wall en saison régulière de NBA sont les suivantes :
| Saison        | Équipe        | Matchs | Titul. | Min./m | % Tir | % 3pts | % LF  | Rbds/m. | Pass/m. | Int/m. | Ctr/m. | Pts/m. |
| ------------- | ------------- | ------ | ------ | ------ | ----- | ------ | ----- | ------- | ------- | ------ | ------ | ------ |
| 2010-2011     | Washington    | 69     | 64     | 37,8   | 40,9  | 29,6   | 76,6  | 4,59    | 8,32    | 1,75   | 0,51   | 16,39  |
| 2011-2012     | Washington    | 66     | 66     | 36,2   | 42,3  | 07,1   | 78,9  | 4,55    | 8,03    | 1,44   | 0,86   | 16,30  |
| 2012-2013     | Washington    | 49     | 42     | 32,7   | 44,1  | 26,7   | 80,4  | 4,02    | 7,59    | 1,31   | 0,76   | 18,49  |
| 2013-2014     | Washington    | 82     | 82     | 36,3   | 43,3  | 35,1   | 80,5  | 4,06    | 8,79    | 1,82   | 0,49   | 19,30  |
| 2014-2015     | Washington    | 79     | 79     | 35,9   | 44,5  | 30,0   | 78,5  | 4,63    | 10,03   | 1,75   | 0,57   | 17,56  |
| 2015-2016     | Washington    | 77     | 77     | 36,2   | 42,4  | 35,1   | 79,1  | 4,92    | 10,25   | 1,88   | 0,77   | 19,88  |
| 2016-2017     | Washington    | 78     | 78     | 36,4   | 45,1  | 32,7   | 80,1  | 4,18    | 10,65   | 2,01   | 0,63   | 23,14  |
| 2017-2018     | Washington    | 41     | 41     | 34,4   | 42,0  | 37,1   | 72,6  | 3,66    | 9,59    | 1,39   | 1,10   | 19,44  |
| 2018-2019     | Washington    | 32     | 32     | 34,5   | 44,4  | 30,2   | 69,7  | 3,62    | 8,72    | 1,53   | 0,91   | 20,72  |
| 2020-2021     | Houston       | 40     | 40     | 32,2   | 40,4  | 31,7   | 74,9  | 3,23    | 6,88    | 1,05   | 0,78   | 20,57  |
| Carrière      | Carrière      | 613    | 601    | 35,6   | 43,1  | 32,3   | 77,9  | 4,26    | 9,07    | 1,66   | 0,70   | 19,09  |
| All-Star Game | All-Star Game | 4      | 1      | 21,2   | 61,2  | 27,3   | 100,0 | 4,25    | 4,50    | 2,25   | 0,00   | 16,25  |

Note: * Cette saison a été réduite de 82 à 66 matchs en raison du Lock out.

Mise à jour le 22 avril 2021.

#### Playoffs
Les statistiques de John Wall en playoffs de NBA sont les suivantes :
| Saison   | Équipe     | Matchs | Titul. | Min./m | % Tir | % 3pts | % LF | Rbds/m. | Pass/m. | Int/m. | Ctr/m. | Pts/m. |
| -------- | ---------- | ------ | ------ | ------ | ----- | ------ | ---- | ------- | ------- | ------ | ------ | ------ |
| 2014     | Washington | 11     | 11     | 38,1   | 36,6  | 21,9   | 76,5 | 4,00    | 7,09    | 1,64   | 0,73   | 16,27  |
| 2015     | Washington | 7      | 7      | 38,9   | 39,1  | 17,6   | 84,6 | 4,71    | 11,86   | 1,43   | 1,43   | 17,43  |
| 2017     | Washington | 13     | 13     | 39,0   | 45,2  | 34,4   | 83,9 | 3,69    | 10,31   | 1,62   | 1,15   | 27,15  |
| 2018     | Washington | 6      | 6      | 39,1   | 44,1  | 19,0   | 85,1 | 5,67    | 11,50   | 2,33   | 1,33   | 26,00  |
| Carrière | Carrière   | 37     | 37     | 38,7   | 41,9  | 26,7   | 82,2 | 4,30    | 9,84    | 1,70   | 1,11   | 21,89  |

Mise à jour le 22 octobre 2020.

## Records sur une rencontre en NBA
Les records personnels de John Wall en NBA sont les suivants, :
| Type de statistique        | Saison régulière | Saison régulière          | Saison régulière | Playoffs | Playoffs             | Playoffs      |
| Type de statistique        | Record           | Adversaire                | Date             | Record   | Adversaire           | Date          |
| -------------------------- | ---------------- | ------------------------- | ---------------- | -------- | -------------------- | ------------- |
| Points                     | 52               | Magic d'Orlando           | 6 décembre 2016  | 42       | @ Hawks d'Atlanta    | 28 avril 2017 |
| Paniers marqués            | 18               | Magic d'Orlando           | 6 décembre 2016  | 16       | 2 fois               | 2 fois        |
| Paniers tentés             | 31               | Magic d'Orlando           | 6 décembre 2016  | 32       | @ Celtics de Boston  | 2 mai 2017    |
| Paniers à 3 points réussis | 5                | 9 fois                    | 9 fois           | 3        | 3 fois               | 3 fois        |
| Paniers à 3 points tentés  | 12               | 3 fois                    | 3 fois           | 10       | @ Celtics de Boston  | 2 mai 2017    |
| Lancers francs réussis     | 19               | Grizzlies de Memphis      | 25 mars 2013     | 12       | Hawks d'Atlanta      | 19 avril 2017 |
| Lancers francs tentés      | 24               | Grizzlies de Memphis      | 25 mars 2013     | 15       | Hawks d'Atlanta      | 19 avril 2017 |
| Rebonds offensifs          | 5                | @ Magic d'Orlando         | 29 mars 2013     | 4        | @ Hawks d'Atlanta    | 3 mai 2015    |
| Rebonds défensifs          | 13               | 76ers de Philadelphie     | 5 février 2016   | 9        | @ Raptors de Toronto | 25 avril 2018 |
| Rebonds totaux             | 13               | 2 fois                    | 2 fois           | 9        | @ Raptors de Toronto | 25 avril 2018 |
| Passes décisives           | 20               | Bulls de Chicago          | 17 mars 2017     | 17       | @ Raptors de Toronto | 21 avril 2015 |
| Interceptions              | 9                | 76ers de Philadelphie     | 2 novembre 2010  | 5        | Celtics de Boston    | 7 mai 2017    |
| Contres                    | 5                | @ Magic d'Orlando         | 28 octobre 2015  | 3        | 3 fois               | 3 fois        |
| Balles perdues             | 11               | Kings de Sacramento       | 28 novembre 2016 | 8        | @ Celtics de Boston  | 30 avril 2017 |
| Minutes jouées             | 52               | @ Thunder d'Oklahoma City | 28 janvier 2011  | 47       | @ Celtics de Boston  | 2 mai 2017    |

- Double-double : 278 (dont 17 en playoffs)
- Triple-double : 8

Dernière mise à jour : 5 décembre 2022

## Salaires
| Année       | Équipe      | Salaire       |
| ----------- | ----------- | ------------- |
| 2011-2012   | Washington  | 5 144 280 $   |
| 2011-2012   | Washington  | 5 530 080 $   |
| 2012-2013   | Washington  | 5 915 880 $   |
| 2013-2014   | Washington  | 7 459 925 $   |
| 2014-2015   | Washington  | 14 746 000 $  |
| 2015-2016   | Washington  | 15 851 950 $  |
| 2016-2017   | Washington  | 16 957 900 $  |
| 2017-2018*  | Washington  | 18 063 850 $  |
| 2018-2019   | Washington  | 19 169 800 $  |
| 2019-2020   | Washington  | 38 199 000 $  |
| 2020-2021   | Houston     | 41 254 920 $  |
| 2021-2022   | Houston     | 44 310 840 $  |
| 2022-2023   | Houston     | 40 866 760 $  |
| 2022-2023   | Houston     | 6 479 000 $   |
| 2023-2024   | Houston     | 6 802 950 $   |
| Total Gains | Total Gains | 286 753 135 $ |

Notes :

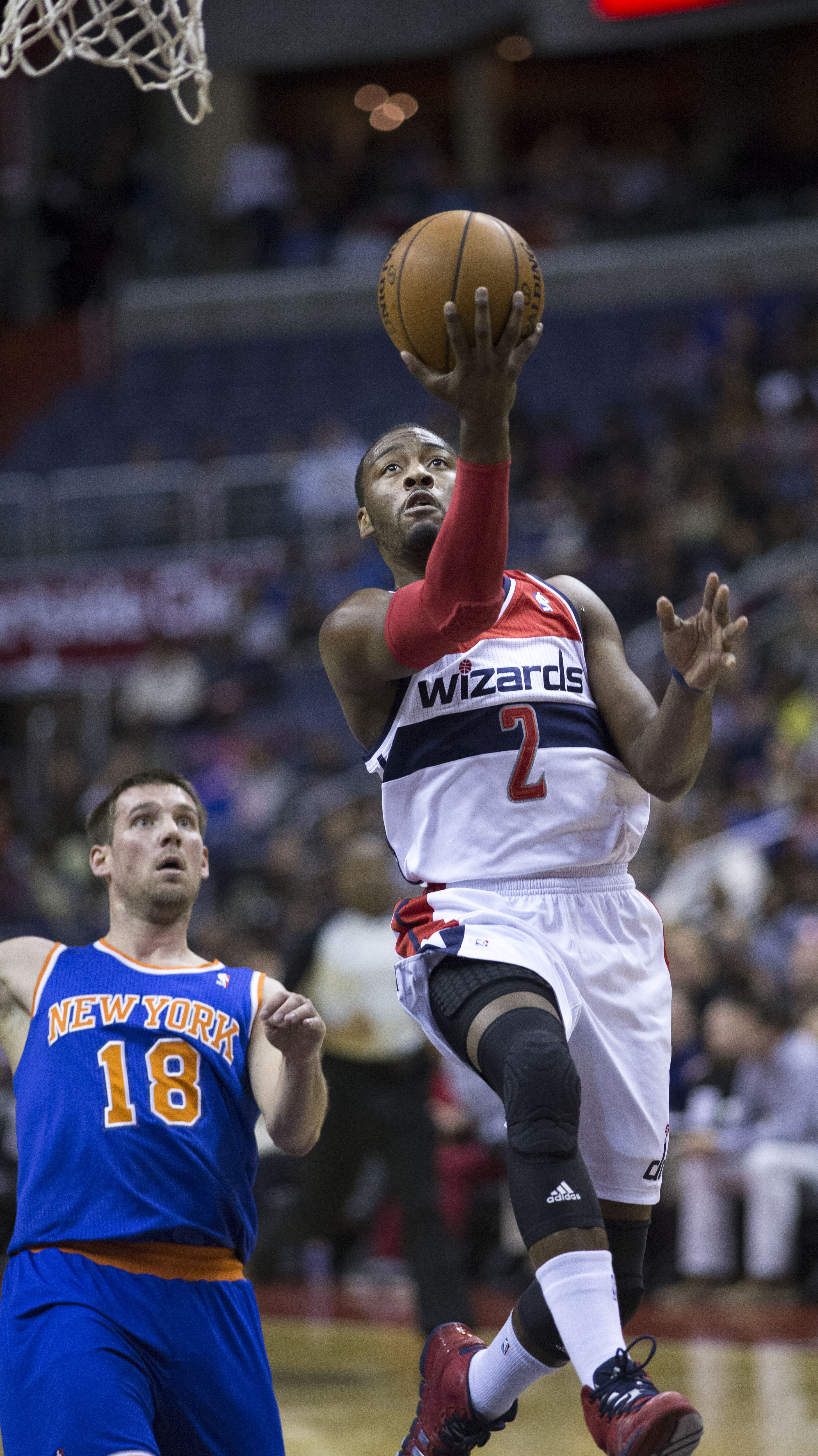
John Wall en novembre 2013.

- * En 2017-2018, le salaire moyen d'un joueur évoluant en NBA est de 6 676 762 $[49].
- Extension de 170M $ / 4 ans à partir de 2019

## Vie personnelle
En 2013, après avoir signé un contrat de 5 ans avec les Wizards de Washington, Wall acheta une maison d'une valeur de 4,9 millions de dollars à Potomac (Maryland). Cette maison de 1 670 m2 est composée de 8 chambres et 6 garages a permis d'accueillir la mère et les frères et sœurs de John Wall ainsi que des invités.
En 2016, Wall reçut le prix Stewart B. McKinney pour ses efforts afin de réduire le sans-abrisme après qu'il eut donné 400 000 dollars à l'association Bright Begginnings.

## Pour approfondir
- Liste des meilleurs passeurs en NBA en carrière.
- Liste des joueurs de NBA avec 9 interceptions et plus sur un match.